# Homer Simpson
Vous lisez un « bon article » labellisé en 2010.  Il fait partie d'un « bon thème ».
Pour les articles homonymes, voir Simpson.
Homer Jay Simpson est le principal personnage fictif de la série télévisée d'animation Les Simpson et le père de la famille du même nom. Il est doublé par Dan Castellaneta dans la version originale, Philippe Peythieu dans la version française et Hubert Gagnon puis par Thiéry Dubé dans la version québécoise. Homer est apparu pour la première fois à la télévision avec le reste de la famille dans le court métrage Good Night, le 19 avril 1987. Homer a été créé par le dessinateur Matt Groening alors qu'il attendait dans l'entrée du bureau de James L. Brooks. On avait fait appel à Groening pour lancer une série de courts métrages basée sur Life in Hell, mais celui-ci a décidé de créer un nouvel ensemble de personnages. Il a nommé Homer Simpson d'après son père, Homer Groening. Après avoir fait l'objet de courts métrages durant trois ans, la famille Simpson a eu droit à sa propre série sur le réseau Fox dès le 17 décembre 1989.
Homer est le père de la famille Simpson. Avec sa femme, Marge, ils ont trois enfants  : Bart, Lisa et Maggie. Il travaille à la centrale nucléaire de Springfield et incarne le stéréotype américain de la classe ouvrière ; il est vulgaire, alcoolique, en surpoids, incompétent, maladroit, paresseux, ignorant, mais est cependant dévoué à sa famille. En dépit de la routine de sa vie d'ouvrier de banlieue, il a eu un grand nombre d'aventures extraordinaires.
Au cours des courts métrages et des premiers épisodes, Castellaneta a doublé Homer avec une voix inspirée de Walter Matthau. Cependant, durant les saisons 2 et 3 de la série, la voix d'Homer a évolué pour devenir plus robuste, permettant d'exprimer une plus large gamme d'émotions. Il est apparu dans d'autres médias sur le thème des Simpson, dont les jeux vidéo, le film, The Simpsons Ride, les publicités et les bandes dessinées. Son expression agacée, « D'oh! » a été incluse dans l'Oxford English Dictionary en 2001.
Homer est l'un des personnages fictifs les plus influents de la télévision, ayant été décrit par The Sunday Times comme « la plus grande création comique de tous les temps ». Il a été classé second plus grand personnage de dessin animé par le TV Guide et a été désigné plus grand personnage de télévision de tous les temps par les téléspectateurs de Channel 4. Castellaneta a remporté trois Primetime Emmy Awards pour sa prestation en voix-off et un Annie Award. En 2000, Homer et le reste de la famille Simpson ont reçu une étoile sur le Hollywood Walk of Fame.

## Rôle dansLes Simpson
La série d'animation Les Simpson se place dans une chronologie dont on admet qu'elle se déroule durant l'année actuelle, mais où les personnages ne vieillissent jamais physiquement. Dans plusieurs épisodes, les événements sont liés à des périodes spécifiques, mais la chronologie s'est ensuite parfois contredite. Homer est le mari maladroit de Marge et le père de Bart, Lisa et Maggie Simpson. Il a été élevé par ses parents, Mona et Abraham Simpson ; dans l'épisode La Mère d'Homer (saison 7, 1995), il est révélé que Mona est entrée en clandestinité dans les années 1960 après des démêlés avec la justice, étant activiste. Homer est allé à la Springfield High School et, dans sa dernière année, est tombé amoureux de Marge Bouvier. Marge a découvert plus tard qu'elle était enceinte de Bart, et les deux se sont mariés dans une petite chapelle. Par la suite, Homer a été embauché à la centrale nucléaire de Springfield. Bart est né peu après et le couple a acheté leur première maison. L'épisode Les Années 90 (saison 19, 2008) est entré en contradiction avec une grande partie de l'histoire déjà établie ; par exemple, il a été révélé qu'Homer et Marge étaient un couple sans enfants au début des années 1990 alors que les épisodes précédents suggéraient que Bart et Lisa étaient nés dans les années 1980. L'épisode Est-ce que les bots de pizza rêvent de guitare électrique ? (saison 32, 2021) contredit encore cette histoire, plaçant l'adolescence d'Homer dans les années 1990. Le showrunner Matt Selman a expliqué que cet épisode n'était la « nouvelle continuité officielle » et que ces épisodes « ont tous eu lieu dans l'imaginaire, vous savez, et les gens peuvent choisir d'aimer n'importe quelle version de l'histoire ».
Au fur et à mesure de la progression de la série, l'âge d'Homer a augmenté. Il avait 36 ans dans les premiers épisodes— son permis de conduire indique qu'il est né le 12 mai 1956 —, 38 et 39 dans la saison 8 et 40 dans la saison 18. Durant la période où Bill Oakley et Josh Weinstein étaient showrunners, ils ont établi qu'Homer devrait être plus âgé et ont donc augmenté son âge à 38 ans.
Homer a exercé différents métiers, plus de cent quatre-vingt-huit dans les quatre cents premiers épisodes. Dans la plupart des épisodes, il travaille en tant qu'inspecteur de la sécurité à la centrale nucléaire de Springfield, secteur 7G, un poste qu'il occupe depuis Un atome de bon sens, le troisième épisode de la série. À l'usine, Homer est souvent ignoré par son patron, M. Burns, s'endort fréquemment et néglige ses fonctions. Matt Groening a déclaré qu'il avait décidé qu'Homer travaillerait à la centrale en raison de son potentiel à créer le chaos. Dans l'épisode Une belle simpsonnerie, Waylon Smithers explique à M. Burns qu'Homer Simpson a été recruté en application de la loi sur l'embauche des employés non qualifiés. Chacun de ses autres emplois n'a duré qu'un seul épisode. Durant la première moitié de la série, les auteurs ont particulièrement insisté sur la façon dont Homer se faisait renvoyer et réembaucher à chaque épisode ; dans les épisodes suivants, il obtient souvent un nouveau métier sans aucune mention de son emploi régulier.
Homer Simpson possède un véhicule bien particulier et l'on apprend lors de la vingt-huitième saison la marque et le modèle de cette voiture : une Plymouth Junkerola de 1986.

## Personnage

### Création

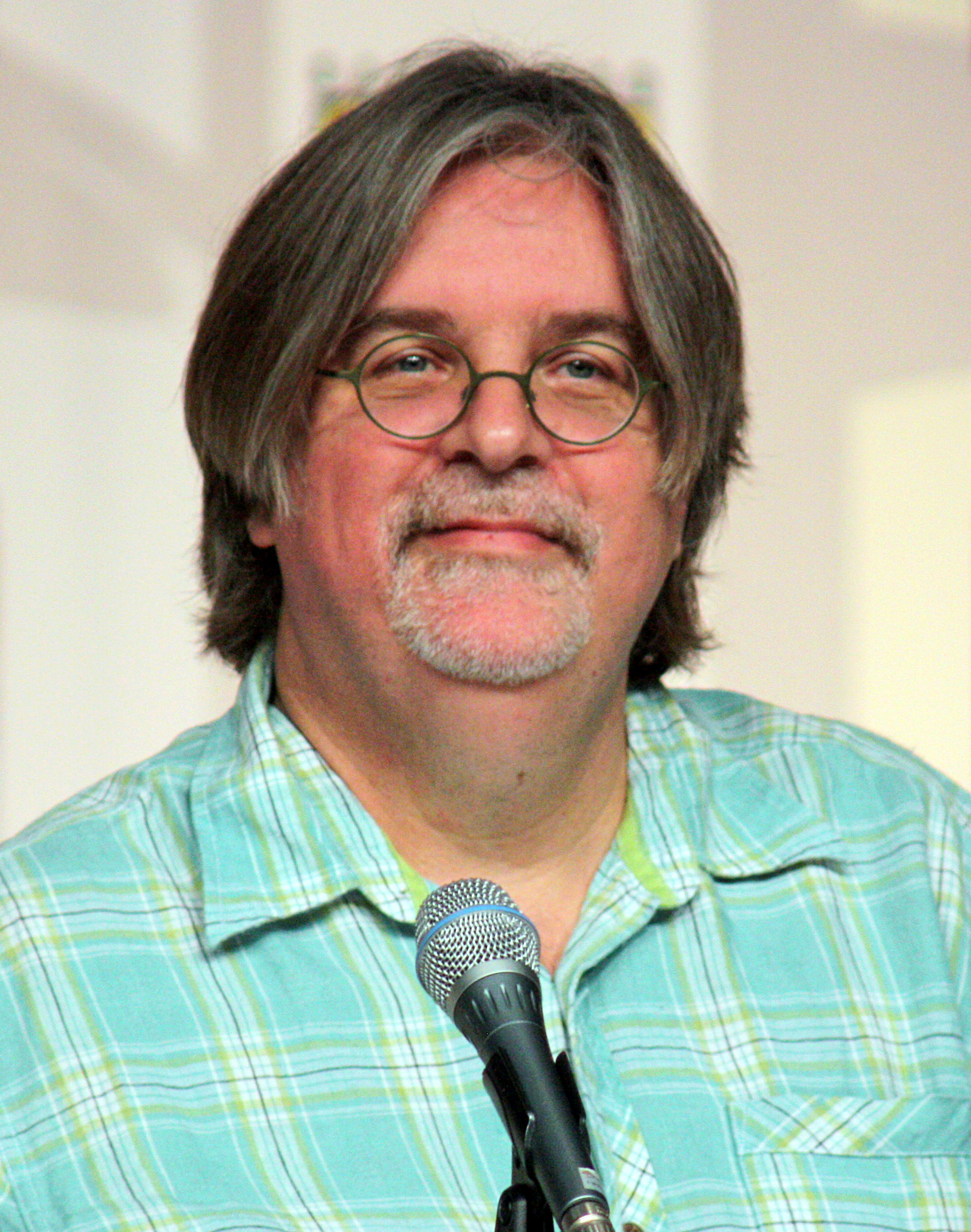
Matt Groening en 2009.

Matt Groening a conçu Homer et le reste de la famille Simpson en 1986 dans l'entrée du bureau du producteur James L. Brooks. On avait fait appel à Groening pour lancer une série de courts métrages d'animation pour The Tracey Ullman Show, qui serait adaptée de son comic strip Life in Hell. Lorsqu'il a réalisé que l'animation de Life in Hell demanderait qu'il renonce aux droits de publication, Groening a décidé d'aller dans une direction différente et a rapidement esquissé une famille dysfonctionnelle, nommant les personnages d'après les membres de sa famille. Homer a ainsi été nommé d'après le père de Matt Groening,. Cependant, très peu d'autres traits d'Homer Simpson sont basés sur Homer Groening et, pour prouver que la signification derrière le prénom d'Homer n'avait pas d'importance, Groening nommera plus tard son fils Homer,. Bien que Groening ait déclaré au cours de plusieurs interviews qu'Homer avait le même nom que son père, il a aussi fait valoir dans d'autres interviews des années 1990 que c'était un personnage du roman de Nathanael West L'Incendie de Los Angeles, publié en 1939, qui était la source d'inspiration du nom d'Homer,,. L'initiale médiane du nom d'Homer, le « J », qui signifie « Jay », est un hommage à des personnages comme Bullwinkle J. Moose et Rocky the Flying Squirrel de The Rocky and Bullwinkle Show, dont la lettre J désignerait Jay Ward,.
Homer a fait ses débuts avec le reste de la famille Simpson le 19 avril 1987 dans Good Night, un court métrage du Tracey Ullman Show. En 1989, les courts métrages ont été adaptés pour devenir Les Simpson, dont les épisodes, durant un peu moins d'une demi-heure, sont diffusés sur le réseau Fox Broadcasting Company. Homer et la famille Simpson sont restés les personnages principaux de cette nouvelle série.
Même si tous les membres de la famille sont présents dans le gag du canapé et dans le générique, Homer est le seul personnage qui apparaît et parle dans tous les épisodes. Marge ne parle pas dans Krusty, le retour (saison 4), Bart n'apparaît pas dans Manucure pour quatre femmes (saison 20) et Lisa ne parle pas dans Chef de cœur (saison 21).
Un personnage de bande dessinée suédois du début du XXe siècle, nommé Adamson, ressemblait très fortement au dessin d'Homer Simpson, ce qui peut être mis en parallèle aux origines scandinaves de Matt Groening.

### Apparence
Homer, comme de nombreux personnages des Simpson, est jaune de peau. L'ensemble de la famille Simpson a été conçu de façon que chacun des personnages soit reconnaissable uniquement grâce à sa silhouette. La famille a d'abord été dessinée grossièrement, car Groening avait envoyé des croquis basiques aux animateurs, supposant qu'ils les affineraient ; mais ils ont simplement retracé les croquis. Les traits physiques d'Homer ne se retrouvent généralement pas chez les autres personnages ; par exemple, dans les dernières saisons, aucun personnage hormis Homer et Lenny n'ont un dessin de la barbe similaire. Lorsque Groening a initialement conçu Homer, il a inséré ses propres initiales sur les cheveux et les oreilles du personnage. Les cheveux formaient un « M » et l'oreille droite un « G ». Groening a jugé que ça pourrait être trop distrayant et a redessiné l'oreille de façon normale. Il continue à faire l'oreille en « G » lorsqu'il dessine des images d'Homer pour les fans. La forme basique de la tête d'Homer a été décrite par le réalisateur Mark Kirkland comme un tube surmonté d'un saladier. La tête de Bart a aussi cette forme. Marge, Lisa et Maggie ont une tête sphérique. Au cours des trois premières saisons, l'apparence d'Homer sur certains gros plans faisait apparaître des petites lignes, censées représenter les sourcils. Cela a fortement déplu à Matt Groening et a finalement été abandonné.
Dans l'épisode de la saison 7 Simpson Horror Show VI, Homer a été animé par ordinateur en 3D au cours de la partie de l'épisode Homer³. Les réalisateurs de l'animation par ordinateur de Pacific Data Images ont travaillé dur afin de ne pas « réinventer le personnage ». Dans la dernière minute de Homer³, le Homer en 3D se retrouve dans un monde réel, à Los Angeles. La scène a été réalisée par David Mirkin et a vu pour la première fois un personnage Simpson aller dans le monde réel durant la série. L'épisode Le Mariage de Lisa (saison six, 1995) est un flashforward se projetant quinze ans dans le futur. L'apparence d'Homer a ainsi été modifiée pour le rendre plus vieux. Il a été redessiné pour être plus lourd, l'un des poils sur le dessus de sa tête a été enlevé et une ligne supplémentaire a été placée sous l'œil. Le même modèle a été utilisé dans les épisodes suivants qui auront également recours au flashforward.

### Voix

#### Version originale

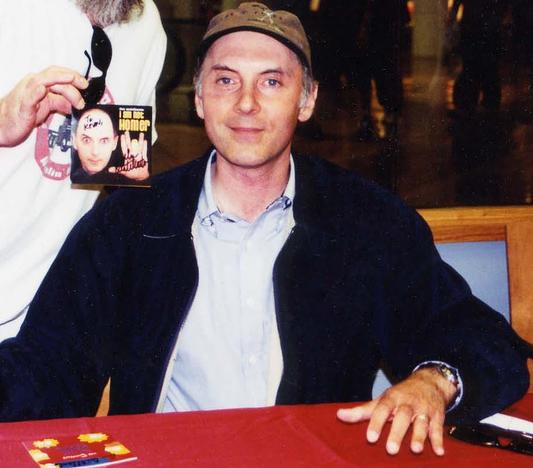
Dan Castellaneta.

La voix originale d'Homer est enregistrée par Dan Castellaneta, qui double également de nombreux autres personnages dans la version originale, comme Abraham Simpson, Barney Gumble, Krusty le clown, Willie, Joe Quimby et Hans Taupeman. Castellaneta faisait partie des acteurs réguliers de The Tracey Ullman Show et avait déjà eu des expériences de doublage. Comme des doubleurs étaient demandés pour les courts métrages des Simpson, les producteurs ont naturellement demandé à Castellaneta et à Julie Kavner de doubler Homer et Marge plutôt que d'engager plus d'acteurs,. La voix originale d'Homer sonne différemment dans les courts métrages et les premières saisons que dans les épisodes suivants. Au début, la voix évoquait Walter Matthau, mais Castellaneta ne pouvait pas « apporter assez d'énergie derrière cette voix » et ne pouvait pas soutenir cette voix durant les sessions d'enregistrement qui durent de neuf à dix heures et a donc dû trouver une voix plus facile. Castellaneta a « laissé tomber la voix » et en a développé une plus polyvalente et plus humoristique au cours des saisons 2 et 3 de la série, permettant à Homer de couvrir une plus large gamme d'émotions.
La voix normale de Castellaneta ne ressemble pas à celle d'Homer. Pour effectuer la voix d'Homer, il abaisse son menton sur sa poitrine. Quand il est dans cette position, il improvise plusieurs répliques peu intelligentes d'Homer comme la réplique « I am so smart, s-m-r-t » de la version originale de l'épisode Homer va à la fac (saison 5, 1993), qui était une véritable erreur de la part de Castellaneta durant l'enregistrement. Castellaneta aime rester dans son personnage au cours des sessions d'enregistrement, et essaie de visualiser une scène dans son esprit pour qu'il puisse donner le bon ton à Homer. Malgré la renommée d'Homer, Castellaneta prétend qu'il est rarement reconnu en public, « sauf, peut-être, par un énorme fan ».
Le Quatuor d'Homer (saison 5, 1993) est le seul épisode où ce n'est pas Castellaneta qui interprète Homer en version originale. L'épisode met en scène Homer qui forme un quatuor de barbershop nommé Les Bémols (The Be Sharps ou les Sidièses au Québec) et, à plusieurs moments, sa voix originale est enregistrée par un membre de The Dapper Dans. The Dapper Dans ont enregistré les voix lors des scènes de musique des quatre membres des Bémols.
Jusqu'en 1998, Castellaneta était payé 30 000 USD par épisode. Durant un conflit de paye en 1998, le réseau Fox a menacé de remplacer les six acteurs principaux par de nouveaux, allant même jusqu'à préparer un casting pour les nouvelles voix. Cependant, le différend a été réglé et Castellaneta a reçu 125 000 USD par épisode jusqu'en 2004 où les acteurs ont demandé à être payés 360 000 USD par épisode. Le problème a été résolu un mois plus tard et Castellaneta gagnait 250 000 USD par épisode. Après de nouvelles négociations de salaires en 2008, les acteurs des voix originales reçoivent approximativement 400 000 USD par épisode.

#### Version francophone

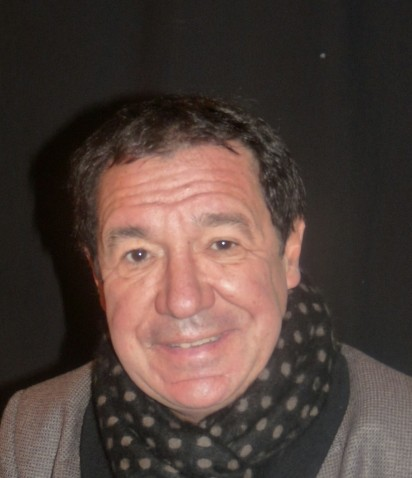
Philippe Peythieu en octobre 2012.

La voix d'Homer en français est celle de Philippe Peythieu, doublant également les personnages Abraham Simpson et Otto Bus. C'est réellement à partir de la quatrième saison qu'il trouve le bon timbre de voix d'Homer. La série lui a aussi permis de rencontrer sa femme, Véronique Augereau, qui interprète le personnage de Marge. Ils sont donc, selon l'expression consacrée, « mariés à la ville comme à l'écran » depuis 1999.
Au Québec, c'est Hubert Gagnon qui double Homer. À la suite de problèmes de santé, Hubert Gagnon laisse la place à Thiéry Dubé pour la vingt-huitième saison.

### Évolution
Le producteur exécutif Al Jean a fait remarquer que, dans la salle des scénaristes des Simpson, « everyone loves writing for Homer » (« tout le monde aime écrire sur Homer »), et beaucoup de ses aventures sont basées sur les expériences des scénaristes. Le comportement d'Homer a changé au cours de la série. Il était au début souvent en colère et oppressif avec Bart, mais ces caractéristiques ont été un peu atténuées, sa personnalité devenant plus élaborée. Dans les premières saisons, Homer apparaît préoccupé par le fait que sa famille allait lui donner une mauvaise image ; cependant, par la suite, il est moins inquiet à propos de la façon dont il est perçu par les autres. Au cours des premières années, Homer est souvent représenté comme doux et sincère mais, durant la période où Mike Scully était le producteur délégué (saisons 9 à 12), il est devenu plus grossier et lourdaud. Chris Suellentrop du magazine Slate a écrit « Les épisodes qui auraient autrefois pris fin avec Homer et Marge faisant du vélo sous un coucher de soleil finissent maintenant avec Homer qui tire une fléchette tranquillisante dans le cou de Marge ». Les fans ont nommé cette facette du personnage « Jerkass Homer »,,. Lors des sessions d'enregistrement de voix, Dan Castellaneta a rejeté les parties du script où Homer était dépeint comme trop mesquin. Il pense qu'Homer est « grossier et irréfléchi, mais [qu']il n'est jamais méchant intentionnellement ». Lors de l'écriture de Les Simpson, le film, plusieurs scènes ont été modifiées ou atténuées afin de rendre Homer plus sympathique.
Les scénaristes ont fait décliner l'intelligence d'Homer au fil des saisons ; ils ont expliqué que ce n'était pas intentionnel, mais nécessaire pour l'humour de la série. Par exemple, dans l'épisode Homer fait son cinéma (saison 10, 1998), les scénaristes ont inclus une scène ou Homer admet ne pas savoir lire. Les scénaristes ont débattu pour savoir s'il fallait insérer cette scène car elle irait en contradiction avec les épisodes où Homer lit, mais ont finalement décidé de maintenir la blague, car ils la trouvaient drôle. Ils ont souvent débattu pour savoir jusqu'où aller dans la stupidité d'Homer, une des limites proposées étant qu'« il ne pourra jamais oublier son nom ». Toutefois, dans l'épisode Lac Terreur, lui et sa famille doivent prendre le nom de Thompson pour pouvoir échapper à Tahiti Bob, et Homer se montre incapable de se souvenir de ce nouveau nom de famille, malgré les nombreuses tentatives d'aide du FBI. De même, dans l'épisode de la saison 10 L'amour ne s'achète pas, Arthur Fortune demande son nom à Homer en lui tendant un dollar. Ce à quoi il répond : « J'en sais rien. Filez-moi ce billet ! » Cette scène montre aussi que l'argent rend Homer plus stupide ainsi que plus mauvais car il parie contre Lisa dans un concours de cruciverbisme dans un épisode de la saison 20.

### Personnalité

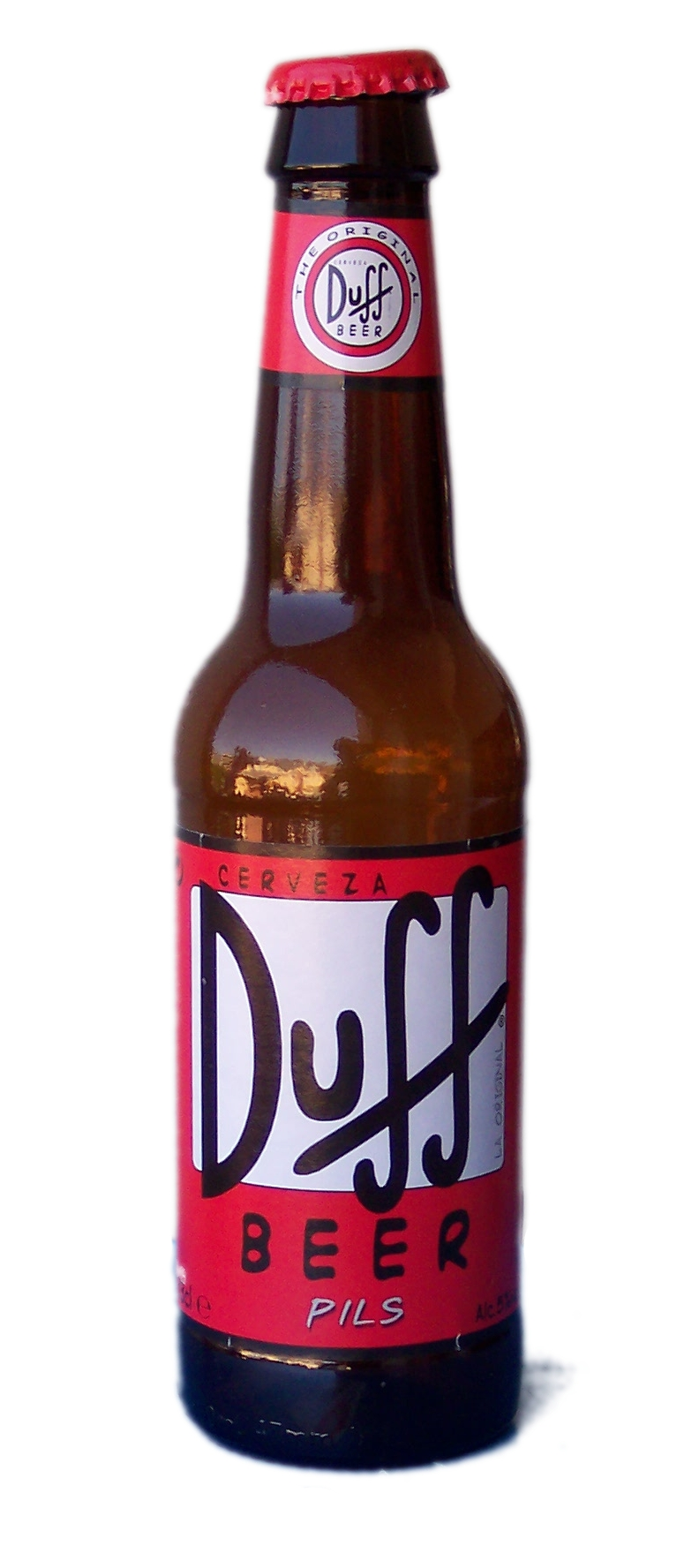
La Duff, bière préférée d'Homer. D'abord fictive, elle est devenue réelle depuis 2006 malgré l'opposition de Matt Groening, le créateur de la série.

La personnalité d'Homer et son efficacité comique résident dans ses fréquents accès de stupidité, sa paresse et ses explosions de colère. Il a un faible niveau d'intelligence, décrit par David Silverman comme « créativement brillant par sa stupidité ». Homer montre aussi une apathie envers le travail, est en surpoids et « est dévoué à son estomac ». Sa faible attention peut être mise en évidence par ses décisions impulsives de s'engager dans divers loisirs et entreprises. Homer passe souvent ses soirées à boire de la bière Duff à la taverne de Moe et, comme on peut le voir dans l'épisode Ne lui jetez pas la première bière, est presque alcoolique (saison 4, 1993). Aussi, dans l'épisode Boire et déboires, on apprend qu'il affectionne particulièrement le rhum-coca, qu'il cache une flasque d'alcool dans une bible, qu'il aime boire un gin quand il est « déjà bourré » (épisode 15 saison 15).

« Marge, affolée : Ho Homer, tu es encore là ? Tu devrais être à ton travail depuis une heure. 
Homer, en pyjama, puis ouvrant une cannette de bière : Ils ont dit que si j'arrivais en retard ils me viraient : je peux pas courir ce risque. »

— saison 12, épisode 16
Homer Simpson est très jaloux de ses voisins, la famille Flanders, et se met facilement en colère contre Bart qu'il étrangle souvent. La première fois que la série montrait Homer étrangler Bart était dans le court métrage Family Portrait. Bien qu'Homer n'ait cessé de perturber la vie de la ville de Springfield, ces événements résultent habituellement d'un manque de prévoyance ou de sa colère intense, plutôt que d'une préméditation. Excepté quand il exprime sa haine envers Ned Flanders, les actions destructives d'Homer ne sont généralement pas intentionnelles.
Homer a des relations complexes avec ses trois enfants. Il réprimande souvent Bart, mais les deux partagent souvent des aventures et peuvent être complices. Homer et Lisa ont des personnalités opposées et il a l'habitude de négliger les talents de Lisa. Toutefois, Homer peut manifester des sentiments très forts envers sa fille. Il oublie parfois même l'existence de Maggie, mais il a déjà essayé de créer des liens avec elle ; « papa » fut son premier mot. Bien que le comportement étourdi d'Homer ennuie souvent sa famille, il s'est également révélé être un bon père et un bon mari. Dans l'épisode Lisa, la reine de beauté (saison 4, 1992), il vend son voyage dans un dirigeable Duff pour inscrire Lisa dans un concours de beauté. Dans Rosebud (saison 5, 1993), Homer refuse une forte somme d'argent pour permettre à Maggie d'avoir l'ourson Bobo. Dans Un puits de mensonges (saison 3, 1992), il décide de sortir Bart du puits, allant à l'encontre de l'avis des habitants de Springfield. Dans Un Milhouse pour deux (saison 8, 1996), il organise un second mariage surprise entre lui et Marge pour pallier leur insatisfaction de leur premier mariage. Homer a cependant de mauvaises relations avec son père Abraham Simpson, qu'il a placé dans une maison de retraite dès qu'il a pu. La famille Simpson fait souvent de son mieux pour éviter les contacts inutiles avec Abraham, bien qu'Homer ait déjà montré des sentiments d'amour envers son père. Dans l'épisode Naître ou ne pas naître (saison 24, épisode 3), on apprend que, jeune, pour avoir de l'argent, il a fait plusieurs dons à la banque de sperme de Shelbyville. Il en aurait fait assez pour se payer une Corvette, on voit d'ailleurs un tableau rempli de photos de « mini-Homer » : blancs, noirs, filles, garçons… et même septuplés. 
Homer est un « esclave [heureux] de ses divers appétits » et vendrait son âme au diable en échange d'un seul donut. Il est peu intelligent, mais il est en mesure de conserver une grande quantité de connaissances sur des sujets très spécifiques. Les brèves périodes d'intelligence d'Homer sont cependant éclipsées par des périodes plus longues d'ignorance, de manque de mémoire et de stupidité. Homer a un QI de 55, qui a été attribué soit au « gène Simpson », à son problème d'alcool, à son exposition à des déchets radioactifs, à ses traumatismes crâniens répétés, à un sérum qu'il s'est fait administrer afin d'éviter un dîner avec ses belles-sœurs Patty et Selma qui aura aussi comme conséquence la perte des cheveux ou même à un crayon introduit dans le lobe frontal de son cerveau. Dans l'épisode Le Cerveau (saison 12, 2001), Homer a recours à la chirurgie pour enlever le crayon de son cerveau, élevant son QI à 105 mais, bien qu'il se soit attaché à Lisa, sa nouvelle capacité de compréhension et de raison le rendent moins heureux et il demande à Moe de lui réinsérer un crayon, ce qui fait revenir son intelligence à son niveau précédent. Homer débat souvent avec son propre esprit, qui est exprimé en voix-off. Son cerveau l'aide parfois à prendre les bonnes décisions, mais souvent commet des erreurs spectaculaires. Les conversations d'Homer avec son cerveau ont été utilisées à plusieurs reprises au cours de la quatrième saison, mais ont ensuite été progressivement supprimées car les producteurs disaient avoir exploité toutes les possibilités. Ces dialogues ont souvent été introduits car ils comblaient le temps manquant et qu'il était facile pour les animateurs de travailler dessus.

## Réception

### Récompenses

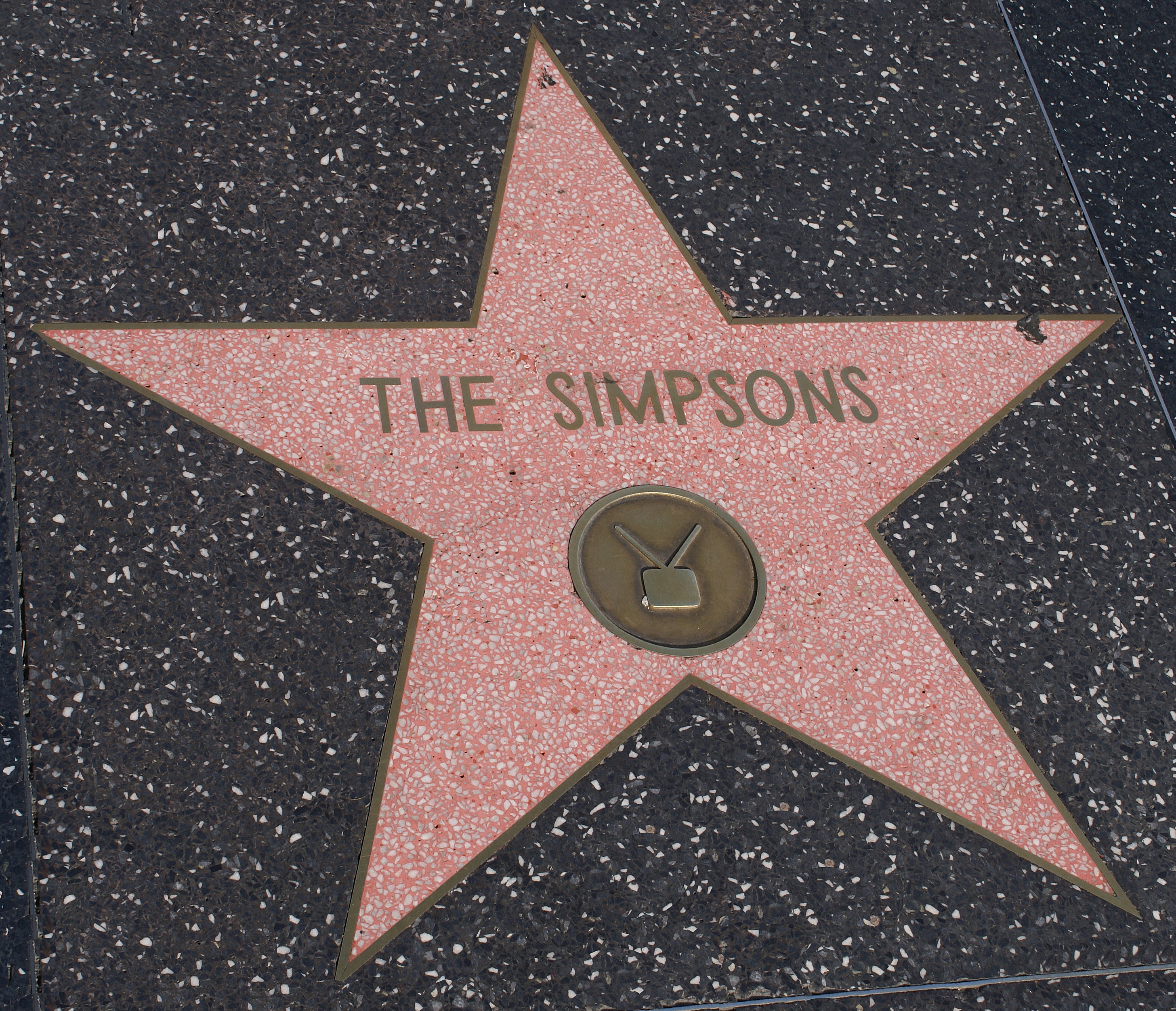
Étoile des Simpson sur le Hollywood Walk of Fame.

L'influence d'Homer sur la comédie et la culture est considérable. Il a été classé second dans le Top 50 des plus grands personnages de dessins animés du TV Guide américain après Bugs Bunny, cinquième sur le Top 100 des plus grands personnages de télévision de la chaîne Bravo, étant un des quatre seuls personnages de dessins animés de la liste et premier sur un sondage de Channel 4 concernant les plus grands personnages de télévision de tous les temps. En 2007, Entertainment Weekly a placé Homer à la neuvième place sur leur classement des cinquante plus grandes icônes de télévision. Homer a également été le vainqueur de sondages visant à déterminer quel est le plus « grand américain » et quel est le personnage fictif que les gens aimeraient voir devenir président des États-Unis.
Dan Castellaneta a remporté plusieurs prix pour son doublage d'Homer, dont trois Primetime Emmy Awards pour sa performance de voix-off en 1992 pour Le Poney de Lisa, 1993 pour Monsieur Chasse-neige et, en 2004, pour Enfin clown, bien que, dans ce dernier cas, il ait été récompensé pour avoir doublé divers personnages et non pas seulement pour Homer. En 1993, Castellaneta a reçu un Annie Award pour son interprétation d'Homer dans Les Simpson,. En 2004, Castellaneta et Julie Kavner (la voix de Marge) ont remporté un Young Artist Award dans la catégorie « Mère et père les plus populaires dans une série télévisée ». En 2005, Homer et Marge ont été nommés pour un Teen Choice Award dans la catégorie « Meilleurs parents »,. Plusieurs épisodes où Homer est fortement présent ont remporté des Emmy Awards pour le « meilleur programme animé », dont Tu ne déroberas point en 1991, Le Mariage de Lisa en 1995, La Phobie d'Homer en 1997, Vive les éboueurs en 1998, Le Cerveau en 2001, Le Gay Pied en 2003 et Soupçons en 2008. En 2000, Homer et le reste de la famille Simpson ont reçu une étoile sur le Hollywood Walk of Fame.

### Analyse
Homer incarne plusieurs stéréotypes de la classe moyenne américaine ; il est grossier, obèse, incompétent, fainéant, maladroit et presque alcoolique. Matt Groening le décrit comme « complètement dominé par ses pulsions ». Dan Castellaneta le considère comme « un chien emprisonné dans un corps d'homme ». Dans son livre Planet Simpson,  Chris Turner (en) décrit Homer comme « le plus américain des Simpson » et estime que si les autres membres de la famille Simpson pourraient avoir d'autres nationalités, Homer est un « pur américain ». Dans l'ouvrage God in the Details: American Religion in Popular Culture, les auteurs commentent que « La progression d'Homer (ou l'absence de celle-ci) révèle un personnage qui peut faire de bonnes choses, mais accidentellement ou à contrecœur ». Le livre The Simpsons and Philosophy: The D'oh! of Homer inclut un chapitre analysant le personnage d'Homer par l'éthique de la vertu. Raja Halwani a écrit que l'amour pour la vie est un trait de caractère admirable d'Homer et que « beaucoup de gens sont tentés de ne rien voir en lui que de la bouffonnerie et de l'ignorance [...] Il n'est pas politiquement correct, il aime juger les autres et ne semble pas être obsédé par sa santé. Ces qualités pourraient ne pas faire d'Homer une personne admirable, mais elles le rendent admirable à certains égards ».
Dans Gilligan Unbound, l'auteur Paul Cantor a affirmé qu'il estimait que le dévouement d'Homer à sa famille a ajouté à la popularité du personnage. Il écrit : « Homer est un condensé de pure paternité [...] C'est pourquoi, même après toutes ses bêtises, son intolérance et son égocentrisme, nous ne pouvons pas haïr Homer. Il échoue continuellement à être un bon père, mais il n'a jamais arrêté d'essayer et, dans un certain sens, cela fait de lui un bon père. ». The Sunday Times a fait remarquer qu'« Homer est bon, parce que, par-dessus tout, il est capable de donner beaucoup d'amour. [...] il n'a jamais été infidèle, même après plusieurs occasions ».
En février 2015, un internaute publie sur Reddit une théorie selon laquelle Homer serait dans le coma depuis l'épisode Poisson d'avril, diffusé en 1993. Un épisode dans lequel Bart provoque un accident menant Homer à l'hôpital, tombant ensuite dans un coma profond. Il s'en sort malgré tout sans trop de dégâts à la fin de l'épisode. Mais selon l'internaute, le réveil d'Homer ne serait que le produit de son rêve. Ce qui expliquerait beaucoup de choses. En effet, il affirme que les épisodes suivants sont devenus beaucoup plus fantaisistes car ils seraient le pur produit de l'imagination d'Homer. Il donne ensuite plusieurs exemples : Monsieur Burns capturant le Monstre du Loch Ness (L'amour ne s'achète pas, 1999), Homer allant dans l'espace (Homer dans l'espace, 1994), Skinner se révélant être un imposteur (Le Principal principal, 1997) ou Homer et Bart achetant un cheval de course et découvrant le monde secret des jockeys (Courses épiques, 2000), etc.
Aussi, toujours selon sa théorie, les personnages se devaient de rester tels qu'Homer se les représentait avant de perdre conscience, et c'est pourquoi ils n'auraient pas vieilli depuis. D'autre part, il rappelle que les individus plongés dans le coma peuvent encore entendre les conversations qui se déroulent autour d'eux. Il justifie ainsi la présence de célébrités postérieures à 1993 dans certains épisodes, tels que Lady Gaga.
La théorie est rapidement devenue virale, au point qu'Al Jean, le producteur de la série, a décidé de réagir. Il s'explique sur TMZ : « Cela voudrait dire que dès 1993, on savait que le show allait durer des décennies et bien plus encore. Et puis qu'on avait en tête de balancer la vérité juste avant de partir… C'est évidemment faux. Je crains qu'il ne faille ranger cette théorie dans le dossier des fausses rumeurs, avec celle sur l'épisode de la mort de Bart jamais diffusé. »

## Influence culturelle
Homer Simpson est un des personnages de télévision les plus populaires et les plus influents. USA Today l'a cité en 2007 comme faisant partie des « vingt-cinq personnes les plus influentes des vingt-cinq dernières années », ajoutant qu'Homer incarne l'ironie et l'irrévérence à la base de l'humour nord-américain. L'historien de l'animation Jerry Beck a dépeint Homer comme l'un des meilleurs personnages d'animation, affirmant : « Vous connaissez quelqu'un comme lui, ou vous vous identifiez à lui. C'est vraiment la clé d'un personnage classique. » Homer a également été décrit par The Sunday Times comme « la plus grande création comique de tous les temps ».
Homer a également été cité comme ayant une mauvaise influence auprès des enfants ; par exemple, selon une enquête menée au Royaume-Uni en 2005, 59 % des parents interrogés estimaient qu'Homer promouvait un mode de vie malsain.
Il a par ailleurs été fait référence à Homer Simpson dans le cadre d'études scientifiques, en lien avec l'intelligence, ou plus précisément le manque d'intelligence. Une étude de cinq ans menée en France portant sur plus de 2000 personnes d'âge moyen a trouvé un lien possible entre la corpulence et la fonction cérébrale, lien qui a ensuite été qualifié « effet Homer Simpson » par certains médias nord-américains ayant relayé l'étude ; les résultats d'un test sur la mémoire textuelle ont montré que les personnes avec un indice de masse corporelle (IMC) de 20 (considéré comme un niveau sain) se rappelaient en moyenne de neuf mots sur seize, tandis que les personnes avec un IMC de 30 (considérées comme obèses) se rappelaient en moyenne de sept mots sur seize. En 2010, une équipe scientifique de l'université Emory a surnommé le gène RGS14 « gène Homer Simpson », après avoir constaté, lors d'une étude menée sur des souris, que ce gène pourrait être un obstacle au développement de l'intelligence.
En dépit de son incarnation de la culture américaine, Homer a une influence sur les autres parties du monde. En 2003, Matt Groening a révélé que son père, qui a donné son nom à Homer, était canadien, considérant que cela faisait d'Homer lui-même un canadien. Le personnage d'Homer a plus tard été fait citoyen d'honneur de la ville de Winnipeg, au Canada, car Homer Groening viendrait de cette ville, bien que selon certaines sources le père de Matt Groening serait en fait né dans la province de Saskatchewan.
En 2007, une image d'Homer a été dessinée à proximité du Géant de Cerne Abbas dans le comté de Dorset, en Angleterre, pour la promotion de Les Simpson, le film. Cela a choqué les néopaganistes locaux qui ont invoqué la pluie pour tenter d'effacer le dessin.
En 2008, une fausse pièce d'un euro espagnole a été retrouvée à Avilés, en Espagne, avec le visage d'Homer remplaçant celui de Juan Carlos Ier.
Le 9 avril 2009, le United States Postal Service a révélé une série de cinq timbres de 44 cents mettant en vedette Homer et les quatre autres membres de la famille pour célébrer le vingtième anniversaire de la série. Ils sont les premiers personnages de télévision à recevoir cet honneur alors que la série est encore en production. Les timbres, dessinés par Matt Groening, ont été mis en vente le 7 mai 2009,.
Homer est apparu, doublé par Castellaneta, dans plusieurs autres émissions de télévision, dont la sixième saison d'American Idol où il a ouvert le programme, The Tonight Show où il a réalisé un monologue animé spécial pour l'édition du 24 juillet 2007 et le programme spécial de collecte de fonds Stand Up to Cancer, où il a été vu subissant une coloscopie.

### «D'oh!»
L'expression récurrente d'Homer, son exclamation agacée « D'oh! », est typiquement employée lorsqu'il commet une gaffe, qu'il se blesse ou qu'il dit une idiotie. Durant la session d'enregistrement de voix pour un court-métrage du Tracey Ullman Show, Homer devait prononcer ce que le script désignait comme un « grognement agacé » (« annoyed grunt »). Dan Castellaneta a alors interprété un « d'ooooooh » allongé, inspiré par James Finlayson, un acteur apparaissant dans trente-trois films de Laurel et Hardy. Finlayson utilisait cette onomatopée comme un juron raccourci pour remplacer le juron « damn! », jugé déplacé à l'époque. Matt Groening a estimé qu'il serait préférable pour le minutage de l'animation que le « d'ooooooh » soit prononcé plus rapidement. Castellaneta l'a donc raccourci en un plus rapide « d'oh! ». La première utilisation du d'oh! a eu lieu dans le court-métrage The Krusty the Clown Show, en 1989, tandis qu'il a fait son apparition dans la série dès le premier épisode, Noël mortel.
En 2001, « d'oh! » a été ajouté à l'Oxford English Dictionary, mais sans l'apostrophe. La définition donnée est : « expression de frustration après la prise de conscience que les choses ont mal tourné ou de façon imprévue, ou que l'on a fait ou dit quelque chose de stupide » (expressing frustration at the realization that things have turned out badly or not as planned, or that one has just said or done something foolish). En 2006, d'oh! a été classé sixième au classement établi par TV Land des cent plus grandes catchphrases de la télévision, (classement toutes catégories confondues, incluant des émissions de divertissement et même des discours politiques). D'oh! est aussi inclus dans le The Oxford Dictionary of Quotations, au même titre que d'autres citations tirées des Simpson.

### Produits dérivés
L'inclusion d'Homer dans de nombreux produits dérivés des Simpson est une preuve de sa popularité persistante. The Homer Book, qui traite de la personnalité d'Homer et de ses attributs, est sorti en 2004 et est disponible commercialement,. Il a été décrit comme un « petit livre divertissant pour la lecture occasionnelle » et a été classé comme un des « livres les plus intéressants de 2004 » par The Chattanoogan. On peut citer comme autres produits dérivés des peluches de toutes tailles, des figurines, des réveils, des puzzles, des mugs et des vêtements comme des chaussons, des chaussettes, des chemises, des caleçons, des casquettes de baseball, des tee-shirts. Homer apparaît également sur des publicités pour des marques telles que Burger King, Church's Chicken, Domino's Pizza, KFC, Intel, Subway et T.G.I. Friday's, Renault. En 2004, Homer est apparu dans une publicité aux États-Unis pour MasterCard diffusée durant le Super Bowl XXXVIII. En 2001, Kellogg's a lancé une marque de céréales nommée Homer's Cinnamon Donut Cereal, disponible pour une durée limitée,.
Homer est apparu sur d'autres médias en relation avec Les Simpson. Il est apparu dans chacun des jeux vidéo des Simpson, dont Les Simpson, le jeu. Parallèlement à la série télévisée, Homer apparaît régulièrement dans les numéros des Simpsons Comics, qui ont été publiés pour la première fois le 29 novembre 1993 et sont encore publiés mensuellement,. Homer est aussi présent dans The Simpsons Ride, lancé en 2008 à Universal Studios Florida et Universal Studios Hollywood. Il apparaît également dans la publicité de Nike Football Write the Future (en) dans laquelle Cristiano Ronaldo lui met un petit pont.